# Mademoiselle Beauval
Jeanne-Olivier Bourguignon, dite Mademoiselle Beauval, est une actrice française née en 1648 en Hollande et morte le 20 mars 1720.

## Biographie

### Enfance et débuts
Jeanne-Olivier Bourguignon naît en 1648 en Hollande. C'est une enfant trouvée, recueillie par une blanchisseuse, adoptée à l'âge de dix ans par le comédien Jean-Baptiste Monchaingre, dit Philandre qui dirige une troupe itinérante.
Elle débute dans ladite troupe qui revient en France en 1658, à La Rochelle notamment moyennant quelques changements de comédiens. La nouvelle troupe est mise sous la protection du prince Louis II de Condé et se rend à Lyon en 1665.
Elle épouse alors Jean Patin (1635-1709), dit Beauval, un comédien de petits rôles ou moucheur de chandelles. Ils ont plusieurs enfants, dont Louise Beaubour qui fait carrière au théâtre.

### Carrière de comédienne

#### La Troupe du Roy
Jeanne-Olivier Bourguignon intègre la Troupe du Maris en 1667-1668, puis celle de Savoie en 1669. Elle rejoint ensuite la Troupe du Roy en 1670, sur une demande de Molière.
Il lui propose les rôles de soubrettes et de niais dont le rôle centrale de Nicole dans Le Bourgeois gentilhomme. Elle se fait connaître pour son rire communicatif et sa voix qui porte.
Elle prend par la suite le rôle de Zerbinette dans les Fourberies de Scapin et Toinette dans le Malade imaginaire. Ou encore des reines de tragédie comme Tite et Bérénice de Corneille en 1670.

#### Hôtel de Bourgogne et Comédie Française
À Pâques 1673, le couple intègre l'Hôtel de Bourgogne, où elle crée le personnage d'Œnone dans Phèdre.
Elle devient la 18e sociétaire de la Comédie-Française en 1680. Elle joue dans les pièces de Jean de Palaprat, de David Augustin de Brueys et de Jean-François Regnard. Elle apparaît notamment au naturel dans le prologue Le Rendez-vous des Tuileries en 1685 de Michel Baron et Les Folies amoureuses en 1704 de Regnard.
Elle est retraitée en 1704 avec une pension de 1 000 livres, mais elle continue de se participer à des pièces données lors de fêtes chez Madame du Maine à Sceaux.